# Raúl Estrada
Raúl Estrada Anzaldo, más conocido como Pipiolo, fue un futbolista mexicano que jugó de portero. Fue portero titular del Club Necaxa en los años treinta y tuvo un paso como guardameta con el Atlante. Participó en la victoria del Atlante contra el Club Atlético San Lorenzo de Almagro en 1942. Es reconocido por la Federación Internacional de Historia y Estadística de Fútbol como el sexto mejor Portero de la CONCACAF del siglo XX.

## Clubs
- Atlas de Guadalajara (1930 - 1933)
- Club Necaxa (1933 - 1939)
- Club de Fútbol Atlante (1939 - 1943)

- Datos: Q1500877